# Coenonympha gallica
Coenonympha gallica är en fjärilsart som beskrevs av Rütimeyer 1948. Coenonympha gallica ingår i släktet Coenonympha och familjen praktfjärilar. Inga underarter finns listade i Catalogue of Life.